# DR3
DR3 är en dansk TV-kanal som Danmarks Radio lanserade 28 januari 2013 och som ersatte DR HD. Kanalen sänder sedan starten i HD-kvalitet. Målgruppen sägs vara "upp till 39 år". Primär konkurrent blir därmed TV2 Zulu.
Redan 2012 införde DR1 "renodlade" HD-sändningar (om programmet är så anpassat) via DVB-T-nätet och MPEG4-komprimering. DR HD:s existens har sedan dess varit en fråga för sig. Troligen kommer DR2 också att sändas i HD och samtidigt ger DR upp nyhetskanalen DR Update. Vissa program i denna rockad kommer även att innebära att vissa dokumentärer flyttas från DR2 till DR K.